# Wormaldia muoihai
Wormaldia muoihai är en nattsländeart som beskrevs av Malicky 1995. Wormaldia muoihai ingår i släktet Wormaldia och familjen stengömmenattsländor. Inga underarter finns listade i Catalogue of Life.